# Lee-Anne Summers
Lee-Anne Summers es una actriz, modelo y productora cinematográfica sudafricana.

## Biografía
Summers inició su carrera a una temprana edad cuando apareció en un comercial para Walt Disney World. Más adelante estudió artes dramáticas en la Escuela St. Andrews de Johannesburgo, donde empezó a involucrarse en diversas obras de teatro. A mediados de la década de 2000 logró repercusión en su país luego de aparecer en las películas Prey y Big Fellas y en la serie de televisión Stellenbosch, en la que interpretó el papel de Anneke Keppel. En la década de 2010 registró apariciones en producciones para cine como Safari, Weapon of Choice, Momentum y Hello Au Revoir y para televisión como Binnelanders, Grow y Rhythm City.

## Filmografía destacada

### Cine y televisión
- 2020 - Alliance
- 2020 - Grow
- 2018 - Hello Au Revoir
- 2015 - Momentum
- 2015 - The Choice
- 2014 - Weapon of Choice
- 2013 - Safari
- 2010 - Rhythm City
- 2010 - Binnelanders
- 2010 - El secreto de las ballenas
- 2007 - To Be First
- 2007 - Stellenbosch
- 2007 - Big Fellas
- 2007 - Prey